# 알툴즈
알툴즈 (ALTools)는 이스트소프트가 개발한 소프트웨어 제품군이다.

## 알툴즈 제품
2021년 11월 9일 기준으로 다음의 제품들이 출시되어 있다.
- 알집: 압축 프로그램
- 알씨: 이미지 뷰어
- 알송: 음악 재생 프로그램
- 알툴바: 인터넷 익스플로러용 도구 모음[1]
- 알약: 컴퓨터 바이러스 진단 소프트웨어
- 알마인드: 마인드맵 프로그램
- 알캡처: 캡처 소프트웨어
- 알드라이브: FTP 클라이언트 소프트웨어 (FTP 서버 소프트웨어는 알FTP 서버로 분리됨)
- 알PDF: PDF 파일 보기 / 변환 / 편집 프로그램
- 알키퍼: PC 개인정보 보호 프로그램
- 랜섬쉴드 PC: 중요한 파일을 랜섬웨어로부터 보호해 주고, 랜섬웨어 감염 시 복구할 수 있게 도와주는 프로그램
- 페인트샵 프로 for 알툴즈: 코렐의 페인트샵 프로를 한글화하여 판매중인 제품이다.[2]

현재 서비스가 중단된 제품으로는 알맵, 알쇼, 알GIF, 알패스, 알서핑, 스윙 브라우저, 알쇼핑, 알백이 있다.
기본적으로는 상용 소프트웨어인 페인트샵 프로 for 알툴즈를 제외하면 개인은 무료로 사용할 수 있지만 기업과 공공기관, 교육기관, PC방은 알집, 알씨, 알드라이브, 알PDF, 알마인드, 알키퍼, 알약의 경우 라이선스를 구매해야 한다.
한편, 모바일 음악 재생 프로그램 알송, 스마트폰 키보드 앱 알키보드, 안드로이드 전용 모바일 백신 알약M도 있다.

## 같이 보기
- 이스트소프트
- 줌인터넷

## 참조
1. ↑  윈도우10 익스플로러11 까지만 지원
2. ↑  “페인트샵 프로, 알툴즈와 만났다”. 보안뉴스. 2020년 10월 6일. 2020년 12월 2일에 확인함.
3. ↑  알툴즈 라이선스 정책